# Kanton Bléneau
Der Kanton Bléneau war bis 2015 ein französischer Wahlkreis im Arrondissement Auxerre, im Département Yonne und in der Region Burgund; sein Hauptort war Bléneau. Vertreter im Generalrat des Departements war zuletzt von 1998 bis 2015 Alain Drouhin (DVD).
Der Kanton Bléneau war 253,05 km² groß und hatte (2006) 4726 Einwohner, was einer Bevölkerungsdichte von 19 Einwohnern pro km² entsprach.
Die Gebietsreformen der Jahre 1926 und 1942 haben den Kanton Bléneau nicht berührt.

## Gemeinden
Der Kanton bestand aus sieben Gemeinden:
| Gemeinde               | Einwohner Jahr | Fläche km² | Bevölkerungsdichte | Code INSEE | Postleitzahl |
| ---------------------- | -------------- | ---------- | ------------------ | ---------- | ------------ |
| Bléneau                | 1.388 (2013)   | 39,41      | 35 Einw./km²       | 89046      | 89220        |
| Champcevrais           | 340 (2013)     | 32,73      | 10 Einw./km²       | 89072      | 89220        |
| Champignelles          | 1.044 (2013)   | 53,29      | 20 Einw./km²       | 89073      | 89350        |
| Rogny-les-Sept-Écluses | 770 (2013)     | 32,59      | 24 Einw./km²       | 89324      | 89220        |
| Saint-Privé            | 566 (2013)     | 41,41      | 14 Einw./km²       | 89365      | 89220        |
| Tannerre-en-Puisaye    | 294 (2013)     | 28,93      | 10 Einw./km²       | 89408      | 89350        |
| Villeneuve-les-Genêts  | 294 (2013)     | 24,69      | 12 Einw./km²       | 89462      | 89350        |